# Sološnica
Sološnica (allemand : Breitenbrunn ) est un village de Slovaquie situé dans la région de Bratislava.

## Histoire
Première mention écrite du village en 1367.

## Démographie

### Évolution de la population
| Année:               | 1994. | 2004.   | 2014.   | 2024.   |
| -------------------- | ----- | ------- | ------- | ------- |
| Nombre de personnes: | 1460  | 1504    | 1552    | 1662    |
| Différence:          |       | +3,01 % | +3,19 % | +7,08 % |

| Année:               | 2023. | 2024.   |
| -------------------- | ----- | ------- |
| Nombre de personnes: | 1653  | 1662    |
| Différence:          |       | +0,54 % |

## Politique
| Nom            | Parti politique      | date de l'élection | Fin du mandat |
| -------------- | -------------------- | ------------------ | ------------- |
| Mária Hirthová | Candidat indépendant | 02.12.2006         | Déc. 2010     |